# Robert Droulers
Pour les articles homonymes, voir Droulers.
Robert Droulers est un peintre français né à Lille le 7 juillet 1920 et mort à Paris 3e le 27 octobre 1994.
De son vivant, il travailla et exposa principalement dans le Nord de la France, Paris et la Provence. Aujourd'hui, son œuvre est présente dans plusieurs collections permanentes et dans de nombreuses collections privées en France et à l'étranger.
En 2023, le Musée La Piscine de Roubaix et le Musée Estrine de Saint-Rémy de Provence lui consacrent une importante exposition retrospective.

## Biographie[3],[4]
Robert Droulers commence à peindre dès l’enfance. Adolescent, il poursuit, en autodidacte, et peint d’après nature dans la région lilloise et en Belgique.
À partir des années 1950, il travaille en atelier et s'oriente vers une peinture plus abstraite. C'est à cette époque qu'il commence à fréquenter les artistes que l'on rassemblera plus tard sous le vocable de groupe de Roubaix : Arthur Van Hecke, Jean Roulland, Eugène Dodeigne, Paul Hémery, Eugène Leroy entre autres.
Droulers habite la région lilloise avec sa famille jusqu’en 1964, où il est employé comme cadre dans une entreprise de textile. Il y travaille le jour et peint la nuit. Il vit cette existence double d’industriel diurne et de peintre nocturne pendant de nombreuses années. Il commence à exposer à Roubaix, Lille, Bruxelles. Il s'inscrit dans le mouvement informel de la Nouvelle École de Paris puis participe aux expositions de L'Atelier de la Monnaie à Lille. Il fréquente alors son ami Eugène Leroy, qui le soutient.
Puis il quitte définitivement le nord de la France et s'installe pendant quelques années à Murs en Provence. De 1973 à 1980, il habite à Aix-en-Provence. À partir de 1980, il s'installe à Saint-Rémy-de-Provence, où se trouve son atelier.

### Famille
Il est le père de quatre enfants. Un de ses fils, Pierre, est un chorégraphe franco-belge. Un autre fils, Paul, est maroquiner, fondateur de la marque Jack Gomme.
Son petit-fils, Matthias Fortune, est comédien et metteur en scène.

## Citation
« Robert Droulers est un peintre qui cherche à capter la vision rêvée ou vécue, mais dans le même temps, il est celui qui a le souci de laisser advenir les choses vivantes. Rien d’étonnant à ce que l’une de ses figures de prédilection soit la fenêtre. Homme « d’air et de vent », chantre de l’inachevé, il se sait ange du double royaume. Au milieu de nous, nous aimant et nous aimantant pour ainsi dire à notre insu, il a frayé une voie qui a le don d’introduire sans cesse l’infini dans le fini, l’invisible dans le visible, le désir de beauté dans la mort transfigurée par la flamme allumée dans le coin le plus secret du cœur. » François Cheng 

## Principales expositions

### Expositions personnelles
- 1954 et 1955 : Galerie Dujardin - Roubaix
- 1955 : Galerie Ex Libris - Bruxelles
- 1960 : Galerie André Droulez - Reims
- 1960 et 1964 : Galerie Renar - Roubaix
- 1961 : Galerie Veranneman - Courtrai, Belgique
- 1962 : Galerie Création - Roubaix
- 1968 : Gassin (Var)
- 1969 : Galerie Michel - Carpentras (Vaucluse)
- 1970, 1973, 1986 : Abbaye de Sénanque - Gordes (Vaucluse)
- 1972 : Galerie Visconti - Paris
- 1977 et 1978 : Galerie du Septentrion - Marcq-en-Barœul (Nord)
- 1979, 1981, 1984 et 1996 : Galerie Bellint - Paris
- 1980 : Galerie Lucette Herzog - Aix-en-Provence
- 1983 et 1986 : Galerie La Proue - Lausanne
- 1983 : Esch-sur-Alzette - Luxembourg
- 1988 : Fondation Veranneman - Belgique
- 1990 : Galerie Doudou Bayol - Saint-Rémy-de-Provence
- 1992 : Galerie Lucette Herzog - Paris
- 1994 : Galerie Hansma - Paris
- 1995 : Galerie Doudou Bayol - Saint-Rémy-de-Provence
- 2002 : Centre d’art Présence Van Gogh, exposition rétrospective - Saint-Rémy-de-Provence
- 2013 : Galerie Septentrion - Marcq-en-Baroeul

- 2023 : Musée La Piscine (Roubaix) et  Musée Estrine (Saint-Rémy de Provence) Exposition "L'Échappée Belle"[11],[12]
- 2023 : Sotheby's Brussels - "La Lumière de Robert Droulers" (Bruxelles)[13]

### Expositions de groupe
- 1954, 1963, 1967, 1984 : Salon des réalités nouvelles - Paris
- 1954 : Galerie Marcel Evrard - Lille
- 1957 : Galerie du Cercle - Paris
- 1957 : Nouvelle École de Paris - Düsseldorf, Bonn
- 1959 : Galerie Synthèse - Paris
- 1961 à 1967 : L'Atelier de la Monnaie - Lille
- 1965 : l'Atelier de la Monnaie - Gravelines (Nord)
- 1965-1966-1967 : Musée des beaux-arts de Lille
- 1968 et 1970 : Salon Regain - Lyon
- 1969 : Musée Calvet - Avignon
- 1970 : La Chartreuse - Villeneuve-lès-Avignon
- 1970 : Mairie de Bollène (Vaucluse)
- 1970 : Galerie Sylviane Garnier - Saint-Omer (Pas-de-Calais)
- 1973 : Galerie Dujardin - Roubaix
- 1974 à 1977 : Galerie Septentrion - Marcq-en-Barœul (Nord)
- 1975 : Hardelot (Pas-de-Calais)
- 1977 : Anvers (Belgique)
- 1978, 1979, 1981 : Galerie Bellint - Paris
- 1979 : Musée Sainte-Croix des Sables-d'Olonne, « Le Tondo de Monet à nos jours » - Les Sables-d’Olonne
- 1979 : FIAC - Paris
- 1981 : Biennale d'art contemporain - Brest
- 1981 : SIAR - Stockholm
- 1981 : Galerie Lucette Herzog - Paris
- 1982 : FIAC - Paris
- 1982 : Galerie Bellint - Paris
- 1982 : Fondation Septentrion - Marcq-en-Barœul (Nord)
- 1990 : Galerie AA - Paris
- 1991 : Galerie Annie Lagier - L’Isle-sur-la-Sorgue
- 1992 : Galerie Le temps de voir - Maillot (Yonne)
- 1993 : Salon de Mars - Paris
- 1993 : Galerie Hansma, « Rencontres » - Paris
- 1996 : Galerie Doudou Bayol - Saint-Rémy-de-Provence
- 1996 : Musée d'art moderne de Troyes, hommage à Geneviève Thèvenot
- 1997 : Galerie Doudou Bayol - Saint-Rémy-de-Provence
- 1997-1998 : La Piscine, musée d'Art et d'Industrie, exposition sur le groupe de Roubaix - Roubaix
- 2007-2008 : Palais des beaux-arts de Lille - exposition sur L'Atelier de la Monnaie[14]
- 2011 : Galerie Terres d'Écritures - exposition avec le peintre Jean-Claude Hesselbarth - Grignan[15]
- 2023 : Musée La Piscine de Roubaix et Musée Estrine de Saint-Rémy de Provence (double exposition retrospective "L'Échappée Belle")

### Artistes connexes
- Généralités
  - Art abstrait
  - L'Atelier de la Monnaie
  - École de Paris
- Artistes
  - Eugène Dodeigne
  - Eugène Leroy
  - Jean Roulland
  - Arthur Van Hecke